# R136a1
R136a1 es una estrella hipergigante azul ultramasiva, con una cifra estimada de 265 masas solares. La estrella también es una de las más luminosas, con una luminosidad de aproximadamente 6.200.000 veces la de nuestro Sol. La estrella es miembro de R136, un cúmulo estelar en el centro del complejo "30 Doradus" (también conocido como la nebulosa de la Tarántula), en la Gran Nube de Magallanes.

## Descubrimiento
Un equipo de astrónomos británicos liderado por Paul Crowther, profesor de astrofísica en la Universidad de Sheffield, ha utilizado el gran telescopio VLT (Very Large Telescope) de la ESO en Chile, así como los datos del telescopio espacial Hubble, para el estudio de dos cúmulos de estrellas, NGC 3603 y R136. El cúmulo R136a se pensó alguna vez que podría ser un objeto único supermasivo con 1000-3000 masas solares, hasta que la verdadera naturaleza de R136a fue resuelta mediante holografía interferométrica y se comprobó que es un cúmulo de estrellas densas. El equipo de astrónomos descubrió varias estrellas con temperaturas superficiales de más de 40 000 K, cerca de siete veces más calientes que el Sol, y millones de veces más brillantes. Por lo menos tres estrellas presentan masas que superan las 150 veces la masa del Sol. Una de esas estrellas, R136a1, es la estrella más masiva del grupo, con 265 masas solares, así como la más luminosa, unas 6 200 000 veces el brillo del Sol.

## Características físicas
R136a1 es una estrella de Wolf-Rayet con una temperatura superficial de más de 50 000 K. Al igual que otras estrellas que se ubican cerca del límite de Eddington, R136a1 ha desprendido gran parte de su propia masa en estallidos violentos. Se estima que, en su nacimiento, la estrella pudo haber tenido unas 320 masas solares y ha estado perdiendo masas periódicamente en el transcurso de centenas de miles de años, en erupciones semejantes a las variables luminosas azules. Aunque es una de las estrellas más masivas, no es una estrella excepcionalmente grande en lo que a volumen se refiere (tiene alrededor de 35,4 radios solares, y es superada en tamaño por estrellas mucho menos masivas, como Aldebarán, Albireo o Rigel).
Las estrellas con una masa superior a las 8 masas solares explotan al final de sus vidas como supernovas, dejando atrás  remanentes estelares como estrellas de neutrones o agujeros negros. Consolidada ya la hipótesis de la existencia de estrellas con una masa comprendida entre 150 y 300 masas solares, los astrónomos sospechan que una estrella con semejante masa podría explotar como supernova (o incluso hipernova) antes de tiempo, mucho antes del colapso de su núcleo de la forma habitual. La fusión de núcleos de hidrógeno debería crear un gran número de pares electrones-positrones, lo cual hace caer la presión termal dentro de la estrella, con el consiguiente colapso parcial. Si R136a1 sufriera tal explosión, conocidas como supernovas de "inestabilidad de pares", esto debería generar un agujero negro y un remanente de supernova de pocas masas solares.